# Pirata boreus
Pirata boreus är en spindelart som beskrevs av Tanaka 1974. Pirata boreus ingår i släktet Pirata och familjen vargspindlar. Inga underarter finns listade i Catalogue of Life.